# Corneille Lentz

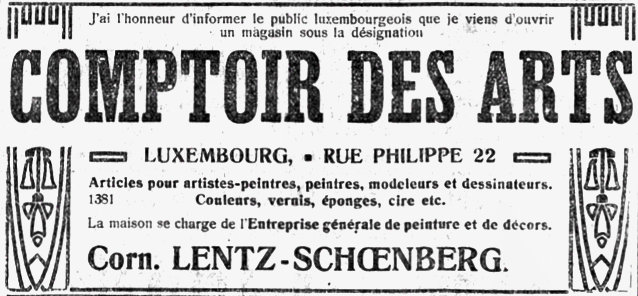
Advertentie voor de opening van Lentz' Comptoir des Arts (1914)

Cornelius (Corneille) Lentz (Rollingergrund, 20 juli 1879 – Luxemburg-Stad, 10 maart 1937) was een Luxemburgs kunstschilder.

## Leven en werk
Corneille Lentz was een zoon van timmerman Jean Lentz en Barbara Krier, en een oudere broer van zanger en cineast Jacques Lentz (1881-1933). Door familieverplichtingen kwam Lentz pas later aan de studie toe. Hij was eind twintig, toen hij in 1907 naar Brussel trok. Hij studeerde er aan de Koninklijke Academie voor Schone Kunsten en ontving diverse onderscheidingen voor zijn werk. Hij trouwde in 1914 met Marguerite Schoenberg (ovl. 1979), zus van architect Jean Schoenberg. Hij noemde zich sindsdien ook wel Lentz-Schoenberg en opende twee maanden na het huwelijk Comptoir des Arts, Corneille Lentz-Schœnberg, een zaak in schildersartikelen in Luxemburg-Stad. Het echtpaar kreeg twee kinderen, onder wie de architect Robert Lentz.
Lentz schilderde bloemen, landschappen, portretten en een aantal wandschilderingen in kerken, hij wordt gerekend tot de late impressionisten. Lentz sloot zich aan bij de kunstenaarsvereniging Cercle Artistique de Luxembourg (CAL), waar hij van 1909 tot aan zijn overlijden deelnam aan de jaarlijkse salons. Hij was ook penningmeester van de CAL (1920-1930) en voorzitter (1928-1931) van de Fédération des Patrons Peintres et Vitriers du Grand-Duché de Luxembourg. Lentz nam, naast Jean Jacoby en Michel Jungblut, voor Luxemburg deel aan de kunstwedstrijden op de Olympische Zomerspelen in 1932 in Los Angeles. Hij toonde er zijn schilderijen van een speerwerper en een wintersporttafereel.
Corneille Lentz overleed op 57-jarige leeftijd en werd begraven op de Cimetière Notre-Dame.

## Enkele werken
- 1930: decoratie van het Luxemburgs paviljoen op de Koloniale Tentoonstelling in Parijs

## Onderscheidingen
- 1924: Officier d'Academie

## Enkele werken

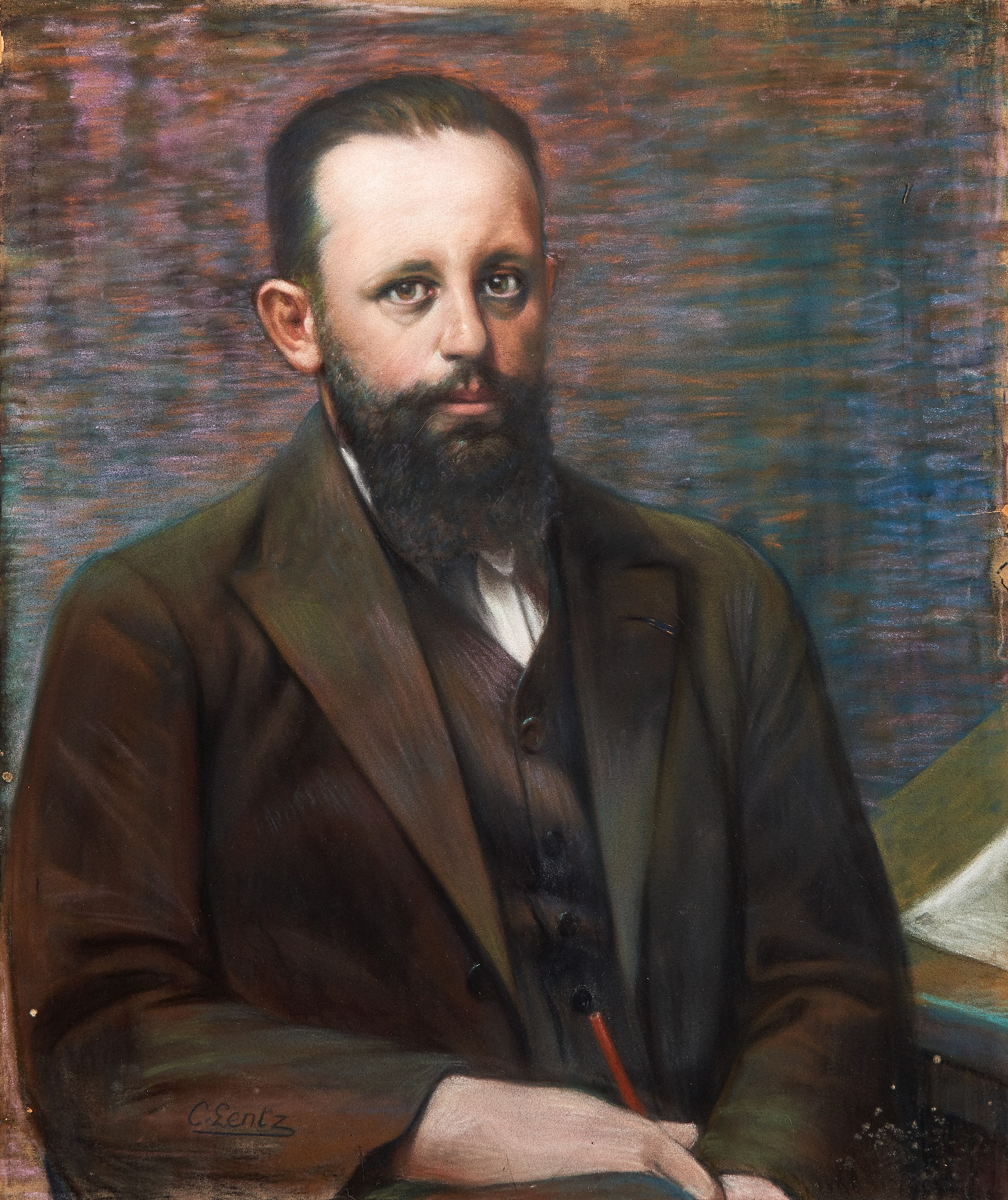
Zwager Jean Schoenberg
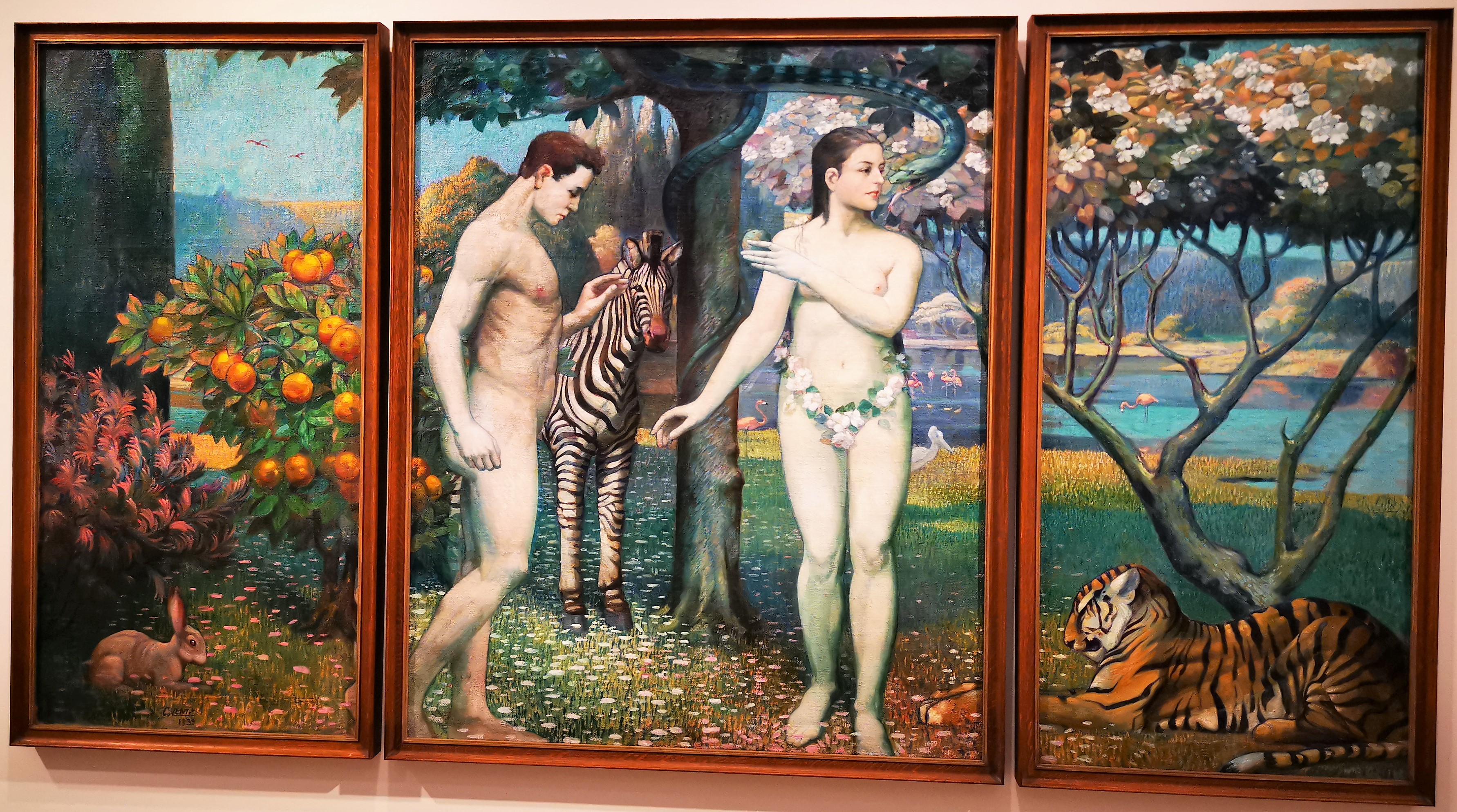
Triptiek met Adam en Eva (1935)
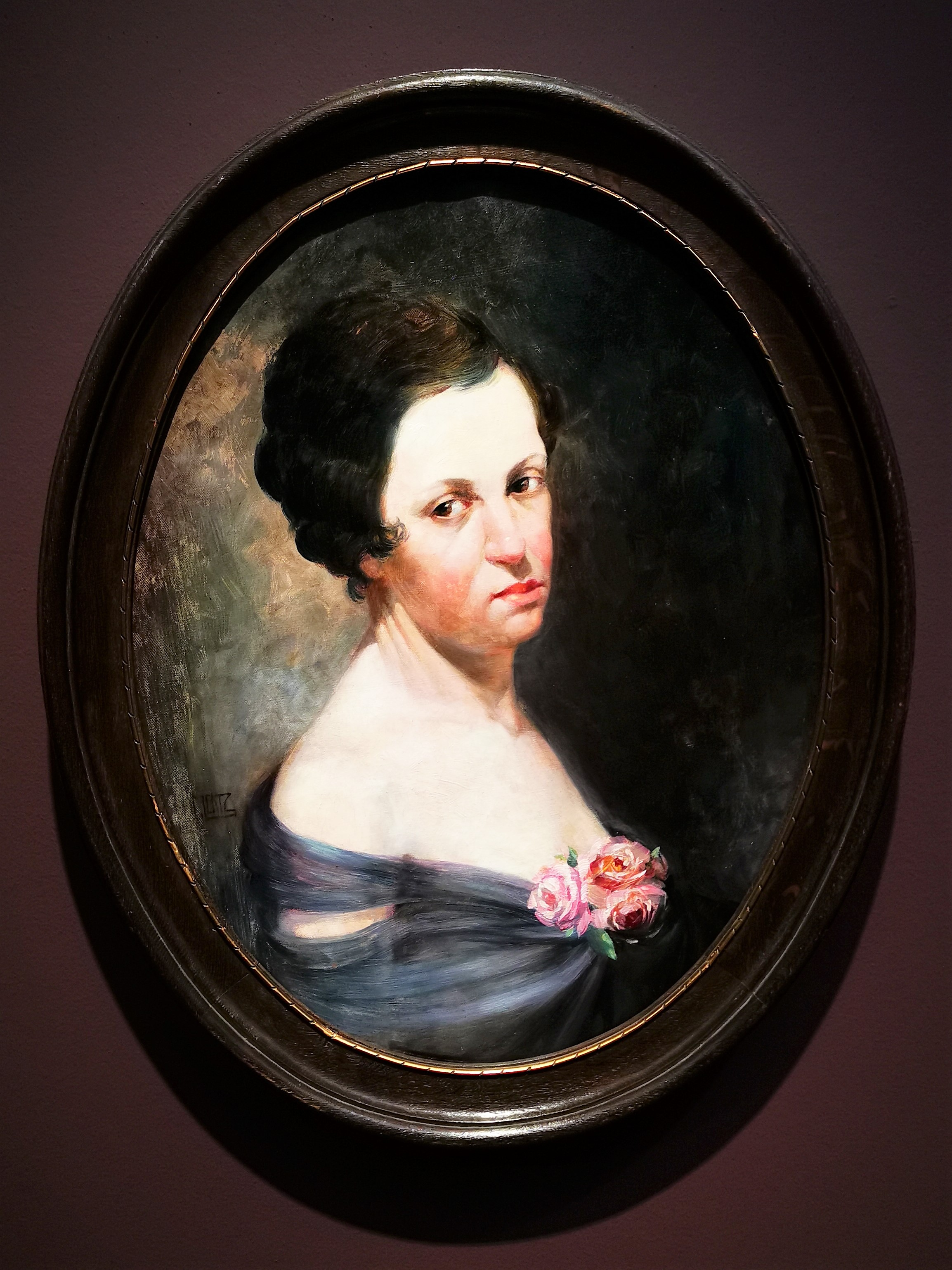
Echtgenote Marguerite
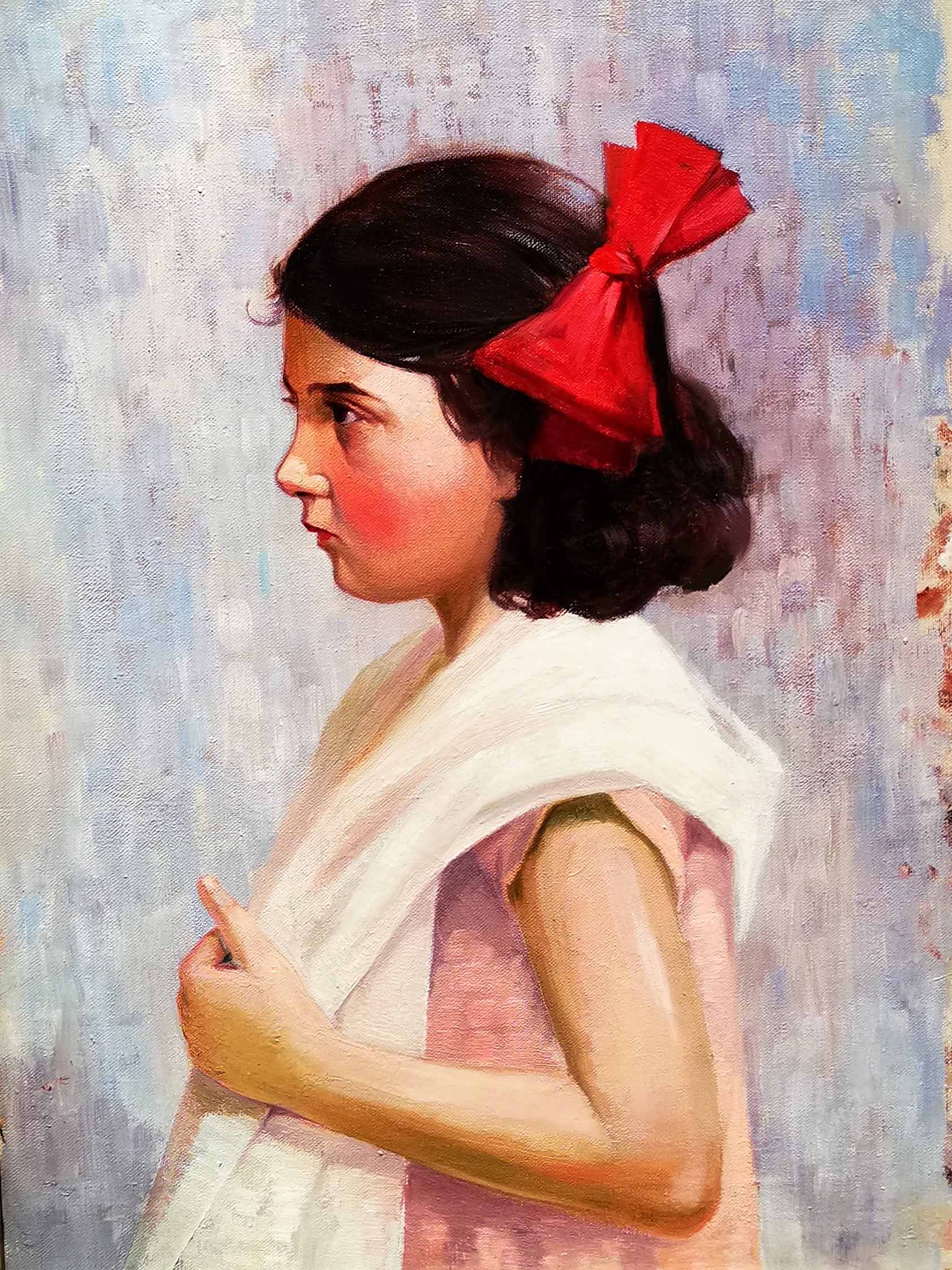
Dochter Antoinette

- Musée national d'archéologie, d'histoire et d'art: lkl000060